# Adam Curtis
Adam Curtis (26 de mayo de 1955) es un documentalista británico y escritor.  También ha trabajado como productor de televisión, director y narrador.  Trabaja para la BBC.  Sus documentales expresan contundentes y controvertidas opiniones acerca de cuestiones sociales y políticas. Entre su obra destacan El siglo del individualismo (The Century of the Self, 2002), El poder de las pesadillas (The Power of Nightmares, 2004), The Mayfair Set, Pandora's Box, La trampa: lo que le sucedió a nuestro sueño de libertad (The Trap: What Happened to Our Dream of Freedom, 2007) y The Living Dead (como productor ejecutivo) .
En mayo de 2011 la BBC2 emitió su documental All Watched Over by Machines of Loving Grace - e01. Love and Power.  El título está tomado de un poema de Richard Brautigan y el tema del documental es acerca de cómo la tecnología y el "imperio de las máquinas" en relación con la democracia liberal inspirada en Ayn Rand ha contribuido a destruir la libertad humana, convirtiendo a los hombres en sus servidores.
También la BBC ha sido la emisora que produjo y emitió en 2015 su documental Bitter Lake en el que critica la reducción por parte de los políticos occidentales de los conflictos internacionales a una banal y simplista lucha entre los conceptos moral-metafísicas del "Bien" y el "Mal".  Dicha crítica se realiza a través del análisis de las distintas guerras que han asolado Afganistán en los últimos años, con intervención de soviéticos, norteamericanos y saudíes fundamentalmente.
En octubre de 2016 la BBC estrenó HyperNormalisation, un documental en el que analiza la relación entre lo acontecido en Estados Unidos y en Próximo Oriente en relación con los orígenes de la guerra en Siria, el ascenso del nacionalismo, el colapso de las posiciones centristas y el ascenso del radicalismo (a través de figuras como Putin, Trump o Assad), en una vuelta de tuerca de su tesis habitual sobre la emergencia de un "Matrix" ideológico que sustituye una visión verdadera de la realidad por otra ficticia. Entre noviembre y diciembre de 2017, el Museo Reina Sofía le dedicó una retrospectiva casi integral con su primera conferencia en España, con el título "Adam Curtis. Una historia natural del poder". 